# Petrikeresztúr
Petrikeresztúr è un comune dell'Ungheria di 434 abitanti (dati 2001). È situato nella contea di Zala.